# General Packet Radio Service
General Packet Radio Service (GPRS) – technika związana z pakietowym przesyłaniem danych w sieciach GSM. Oferowana w praktyce prędkość transmisji rzędu 30–80 kb/s umożliwia korzystanie z Internetu lub z transmisji strumieniowej audio/wideo. Użytkownik płaci w niej za faktycznie wysłaną lub odebraną ilość bajtów, a nie za czas, w którym połączenie było aktywne. GPRS nazywane jest często „technologią” 2.5G, ponieważ stanowi element ewolucji GSM (jako telefonii komórkowej drugiej generacji) do sieci w standardzie 3G.
Istnieje też pojęcie „Sieć GPRS”. Mówi się o niej w kontekście infrastruktury telekomunikacyjnej, która umożliwia transmisję pakietową. Składa się ona ze stacji bazowych używanych w klasycznej sieci GSM do transmisji głosu i z niezależnie rozbudowywanej sieci szkieletowej, która łączy sieć radiową z zewnętrznymi sieciami IP oraz z innymi sieciami komórkowymi.
Specyfikacja GPRS jest rozwijana jako część standardu GSM przez konsorcjum standaryzacyjne 3GPP.

## Podstawy
Podstawowe założenia związane z techniką GPRS zawarto w specyfikacji 3GPP.
- Technika ta ma umożliwiać przesyłanie danych pomiędzy dwoma punktami (Point-To-Point) lub rozsyłanie ich do większej ilości odbiorców (Point-To-Multipoint).
- Do transmisji danych pomiędzy telefonem komórkowym a siecią operatorzy mogą wykorzystywać istniejącą sieć radiową używaną do transmisji głosu w systemie GSM.
- Wewnątrz sieci GSM, centrale (MSC) używane do komutowania połączeń głosowych nie będą angażowane w przesyłanie danych, powstanie niezależna sieć, której elementy będą odpowiedzialne za komutację pakietów i za kontakt z zewnętrznymi sieciami (w tym z Internetem).
- Elastyczność w kształtowaniu taryf: sprzedaż usług korzystających z transmisji GPRS może bazować na naliczaniu opłat za ilość odebranych i przesłanych danych, na stałej, periodycznej opłacie, może również być zależna od źródła, z którego pobierane są dane.

## GPRSna tle innych technik przesyłu danych używanych wGSM
Sieć radiowa w GSM jest zbudowana na podstawie systemu stacji bazowych, których ważnymi elementami są anteny obsługujące kilka częstotliwości, na których może odbywać się komunikacja pomiędzy siecią a telefonami komórkowymi. Transmisja na każdej z częstotliwości podzielona jest na 8 szczelin czasowych (ang. time slot). Jedna rozmowa zajmuje zazwyczaj jedną szczelinę czasową do transmisji danych z telefonu komórkowego do stacji bazowej i jedną do transmisji w przeciwnym kierunku.
Pierwsze z rozwiązań służących do przesyłania danych w GSM – Circuit Switched Data (CSD), polegało na zajęciu takiej pary szczelin czasowych jak w przypadku zwykłej rozmowy. Zamiast cyfrowej informacji, która mogła być zinterpretowana jako dźwięk, były przesyłane zwykłe dane o prędkości transmisji 9,6 kb/s. Po wprowadzeniu High Speed Circuit Switched Data (HSCSD), zwiększono prędkość transmisji do 14,4 kb/s w jednej szczelinie czasowej. Dodatkowo można było zaalokować aż do 4 szczelin czasowych dla transmisji ze stacji bazowej w kierunku telefonu, co dawało teoretycznie transfer 57,6 kb/s. Rozwiązania te miały jednak podstawową wadę: szczelina czasowa, która mogła być przeznaczona na rozmowę, była zajęta cały czas podczas połączenia, także wtedy, gdy nie były przesyłane żadne dane, co było nieefektywnym i kosztownym rozwiązaniem: na przykład podczas przeglądania stron WWW, przez większość czasu użytkownik, zapoznając się z treścią, nie przesyła, ani nie odbiera żadnych danych.
GPRS również umożliwia przesyłanie danych w kilku szczelinach czasowych (w obecnych implementacjach maksymalnie mogą być użyte cztery szczeliny). Jednak największą zaletą tej techniki jest fakt, że użytkownik nie zajmuje kanałów cały czas, a tylko w momencie przesyłania lub odbierania danych. Dzięki współdzieleniu kanałów przez wielu użytkowników następuje znaczna optymalizacja dostępnych zasobów sieci radiowej, a abonent płaci tylko za faktycznie przesłane i odebrane dane, a nie za cały czas połączenia wykonanego za pomocą transmisji GPRS.
Następcą GPRS jest EDGE, używający tej samej sieci szkieletowej (ang. Core Network), ale umożliwia szybszy transfer danych, dzięki ulepszonemu systemowi kodowania użytemu w sieci radiowej (ang. Radio Access Network).

## GPRSjako element ewolucji sieci komórkowych
GPRS nazywany jest „technologią” 2.5 G. Operatorzy sieci GSM (które uważane są za sieci komórkowe drugiej generacji) wdrażają ją, aby móc zaoferować swoim abonentom możliwość pakietowej transmisji danych. Stworzona w tym celu sieć szkieletowa (ang. Core Network), składająca się z elementów SGSN, GGSN i wewnętrznej sieci IP (zobacz rozdział Architektura), może posłużyć do obsługi abonentów w sieciach 3G, które będą sukcesywnie zastępować tradycyjne sieci GSM (oczywiście konieczne będzie jej przeskalowanie ze względu na zwiększony transfer danych).

## Obecny statusGPRS
W kwietniu 2011 na świecie było 561 sieci GSM oferujących usługi na bazie GPRS. Około 80% z nich miało też zaimplementowaną technikę EDGEnazywaną także Extended GPRS (EGPRS), wykorzystująca podobną koncepcję przesyłania danych pakietowych.
Obecnie GPRS jest uważana za technikę przestarzałą, EDGE wykorzystuje zasoby radiowe, udostępniając lepszy transfer danych. GPRS jest jednak ciągle utrzymywany w sieciach GSM, ponieważ starsze telefony mogą nie obsługiwać EDGE. Zdarzają się też rejony, gdzie ze względów ekonomicznych nie rozwijano sieci radiowej i pakietowe przesyłanie danych oparte jest tylko na GPRS.

## ArchitekturaGPRS

### Elementy sieciGPRS
Elementy istniejące w klasycznej sieci GSM:
|  |  | Poniższy opis uwzględnia tylko niektóre elementy sieci GSM w kontekście zaimplementowanej w nich obsługi GPRS. W celu zapoznania się z dokładniejszym opisem sieci GSM przeczytaj artykuł Architektura sieci GSM |

- Stacja bazowa – do transmisji GPRS używane są stacje bazowe wykorzystywane w klasycznej sieci GSM. Należy tylko dokonać aktualizacji oprogramowania stacji bazowej (zwykle robi się to zdalnie z poziomu Kontrolera Stacji Bazowych), co umożliwi jej obsługę nowych rodzajów kanałów radiowych oraz nowego sposobu kodowania sygnału.
- BSC – Base Station Controller (Kontroler Stacji Bazowych) to element sieci GSM kontrolujący zazwyczaj od kilkudziesięciu do kilkuset stacji bazowych. Obecnie BSC dostarczane są z oprogramowaniem obsługującym zarówno klasyczną transmisję głosu w GSM, jak i transmisję danych GPRS. Podczas uruchamiania usług GPRS, dokonuje się konfiguracji samych kontrolerów i obsługujących ten rodzaj transmisji stacji bazowych, dodatkowo w BSC umieszczany jest specjalny sprzęt komputerowy Packet Control Unit (PCU), który odpowiedzialny jest za obsługę ruchu pakietowego. Niektórzy dostawcy oferują Package Control Unit jako osobny element sieci, może on być podłączony wtedy do kilku BSC.

- MSC/VLR – Mobile Switching Centre to centrale telefoniczne biorące udział w zestawianiu połączeń głosowych w GSM. Z każdym MSC związany jest Visitor Location Register, baza danych, która przechowuje między innymi położenie abonenta w postaci Location Area (LA, zobacz tabelkę obok). Sieć GSM może być skonfigurowana tak, aby pomiędzy MSC a siecią szkieletową GPRS był ustanowiony interfejs wykorzystywany do powiadamiania abonenta o nadchodzących rozmowach, w momencie, gdy dokonuje transmisji pakietowej.
- HLR – Home Location Register to baza danych przechowująca informacje o abonentach mających subskrypcję w danej sieci. Część informacji związana jest z subskrypcją funkcjonalności GPRS[3]: IMSI, MSISDN, adres SGSN (SS7 i IP), które kontroluje obszar, na którym znajduje się abonent, informacja czy SMS-y mają być przesyłane za pomocą GPRS, QoS, informację o usługach związanych z GPRS bazujących na platformie sieci inteligentnych i inne.
- SCP – Service Control Point to główny element platformy związanej z sieciami inteligentnymi[4]. Może być na nim umieszczony na przykład serwis, który zarządza naliczaniem opłat za korzystanie z transmisji GPRS użytkownikom rozliczającym się w systemie Prepaid.

Elementy dodane podczas implementacji GPRS:
- SGSN – Serving GPRS Support Node jest elementem sieci GPRS odpowiedzialnym za zarządzanie terminalami znajdującymi się na kontrolowanym przez siebie terenie. Teren ten podzielony jest na Routing Area (zobacz tabelkę obok). Jeśli terminal zmieni położenie i znajdzie się w innym Routing Area, fakt ten zostanie odnotowany w SGSN. Element ten jest też odpowiedzialny za uwierzytelnianie terminala włączającego się do sieci. Podczas transmisji uczestniczy w przesyłaniu pakietów (w obie strony) pomiędzy terminalem a siecią GPRS. Liczba SGSN w sieci zależy od ruchu pakietowego generowanego przez abonentów.
- GGSN – Gateway GPRS Support Node jest elementem sieci działającym jak router łączący sieć GPRS i zewnętrzną sieć (np. Internet lub sieć LAN użytkownika). Gdy użytkownik terminala chce skorzystać z zasobów zewnętrznej sieci, GGSN przydziela mu numer IP (z własnej puli numerów lub dostarczony przez serwer z zewnętrznej sieci), dodatkowo na czas sesji aktywuje tzw. PDP context[5], który zawiera numer IMSI terminala, przydzielony mu numer IP oraz adres IP SGSN, które kontroluje obszar, na którym znajduje się użytkownik. PDP context będzie przydatny podczas trasowania pakietów przychodzących z zewnętrznej sieci.
- PCU – Packet Control Unit jest odpowiedzialny za prawidłową obsługę ruchu pakietowego w radiowej części sieci. Przydziela terminalom GPRS kanały radiowe (zobacz rozdział Interfejs radiowy), buforuje dane przesłane przez SGSN, przekierowuje je do odpowiedniej stacji bazowej, dodając informację, która umożliwi terminalowi zidentyfikowanie ‘swoich’ danych. PCU może być (w zależności od dostawcy) zaimplementowany jako dodatkowy sprzęt w BSC, bądź jako niezależny element sieci obsługujący jedno lub więcej BSC.

### Integracja sieciGSMiGPRS
Sieci GSM powstały przede wszystkim w celu zbudowania systemu związanego z obsługą połączeń głosowych. GPRS formalnie jest techniką stosowaną w GSM do pakietowego przesyłania danych, jednak mówi się też o sieci GPRS w kontekście infrastruktury sieciowej, która obsługuje ten rodzaj transmisji.
Sieci GSM i GPRS korzystają ze wspólnej sieci radiowej. System stacji bazowych i połączonych z nimi Kontrolerów Stacji Bazowych obsługuje oba rodzaje transmisji (w przypadku GPRS, używany jest dodatkowy sprzęt – Package Control Unit). Cyfrowy sygnał wysyłany z telefonów dociera poprzez stacje bazowe do ich kontrolera, gdzie jest rozdzielany: sygnał związany z połączeniami głosowymi jest przesyłany do sieci szkieletowej stworzonej na bazie central MSC, a ruch pakietowy przesyłany jest do sieci szkieletowej GPRS.
Oba rodzaje sieci korzystają też ze wspólnych baz danych HLR, które przechowują informacje o abonentach danego operatora. Użytkownicy systemu prepaid są rozliczani za oba rodzaje transmisji za pomocą jednej aplikacji (hostowanej na serwerze SCP) i bazy danych przechowującej informacje o dostępnych środkach.
Oba rodzaje sieci szkieletowych rozwijane są niezależnie. Liczba tworzących je węzłów związana jest z ilością połączeń głosowych i natężeniem ruchu pakietowego generowanymi na danym obszarze. Sieć GSM może być skonfigurowana jednak tak, aby istniał interfejs pomiędzy elementami MSC i SGSN. Telefony obsługujące oba rodzaje transmisji nie są w stanie dokonywać tego jednocześnie. Gdy zostanie ustanowiona transmisja GPRS, rozmowa nie może być w tym czasie zestawiona, ale jeśli akurat ktoś zadzwoni, MSC kontrolujące obszar, na którym jest abonent, poinformuje o tym SGSN odpowiedzialne za transmisję pakietową i informacja ta dotrze do użytkownika. Transmisja będzie mogła być zawieszona na czas rozmowy (taka konfiguracja sieci jest opcjonalna).
Pomimo że oba rodzaje sieci szkieletowych są niezależne, obszary kontrolowanych przez nie komórek (ang. cells) są ze sobą powiązane. Każde MSC może kontrolować kilka Location Area, każde SGSN może kontrolować kilka Routing Area. Każde Routing Area musi być całkowicie zawarte w pewnym Location Area. Kiedy telefon komórkowy z możliwością transmisji GPRS włącza się do sieci, jego położenie w postaci Location Area jest zapisywane w VLR związanym z MSC, na którego obszarze abonent się znajduje, a Routing Area jest zapisywane w odpowiednim SGSN. Jeśli podczas przemieszczania się, jeden lub oba parametry (LA i RA) się zmienią, odpowiednia informacja zostanie przesłana do VLR i (lub) SGSN.

### Scenariusze
Poniżej opisane zostało współdziałanie terminala i poszczególnych elementów sieci GPRS, scenariusze zawierają pewne uproszczenia, co wpływa na przejrzystość opisu.

#### Użytkownik włącza się do sieciGPRS
- Odpowiednia operacja (GPRS Attach Request[6]) zawierająca między innymi numer IMSI dociera z terminala poprzez obsługującą go stację bazową i jej kontroler do SGSN kontrolujący Routing Area, w którym znajduje się użytkownik.
- SGSN wysyła informację o tym fakcie do HLR, który sprawdza, czy abonent (identyfikowany za pomocą numeru IMSI) ma ważną subskrypcję na usługę GPRS.
- Jeśli abonent ma ważną subskrypcję na usługi GPRS, HLR zapisuje sobie adres SGSN obsługującego aktualnie użytkownika i zwraca do tego SGSN informacje związane z subskrypcją (np. Quality of Service (QoS), informację o wykupionych usługach związanych z GPRS itp.).
- W SGSN zapisywana jest informacja otrzymana od HLR, dodatkowo zapamiętywane jest aktualne położenie użytkownika w postaci Routing Area, z którego zostało wysłane żądanie włączenia się do sieci.

#### Użytkownik loguje się do zewnętrznej sieci
Scenariusz ten musi być poprzedzony czynnościami opisanymi w rozdziale Użytkownik włącza się do sieci GPRS.
Czynność ta odpowiada zalogowaniu się do zewnętrznej sieci:
np. do korporacyjnej sieci LAN, do serwerów dostawcy usług internetowych, lub do Service LAN operatora – właściciela sieci GPRS, który oferuje własne serwisy na bazie tej techniki. Terminal musi mieć skonfigurowany parametr APN (Access Point Name), który identyfikuje zewnętrzną sieć, z którą użytkownik może się połączyć poprzez GPRS. Dodatkowo terminal może mieć skonfigurowane inne parametry (np. hasło), które posłużą podczas uwierzytelniania przy próbie dostępu do zewnętrznej sieci.
Załóżmy, że użytkownik chce skorzystać z Internetu:
- Terminal wysyła operację Activate PDP Context Request[6] do SGSN obsługującego Routing area, na którym znajduje się użytkownik. Operacja może zawierać między innymi parametr APN (Access Point Name), identyfikujący sieć, z którą terminal będzie się łączył za pomocą usługi GPRS.
- SGSN odpytuje serwer DNS znajdujący się w sieci IP łączącej elementy sieci GPRS o adres GGSN obsługującej sieć identyfikowaną przez przesłany parametr APN.
- SGSN wysyła operację Create PDP Context Request[7] do odpowiedniego GGSN.
- GGSN wysyła żądanie przydzielenia numeru IP do serwera ISP znajdującego się w zewnętrznej sieci.
- Zwrócony adres IP (na przykład za pomocą DHCP) jest przesłany poprzez sieć GPRS (GGSN→SGSN→BSC→BTS) do terminala. Jednocześnie staje się on częścią PDP context[3] przechowywanego w GGSN dla tej sesji. PDP context będzie zawierał między innymi numer IMSI terminala, odpowiadający mu numer IP oraz adres IP SGSN, na którego obszarze ten terminal się znajduje.

#### Abonent łączy się z Internetem za pomocą usługiGPRS
Scenariusz ten musi być poprzedzony czynnościami opisanymi w rozdziałach Użytkownik włącza się do sieci GPRS oraz Użytkownik loguje się do zewnętrznej sieci.
Ponieważ to terminal rozpoczął transmisję, znana jest komórka (ang. cell), z której nadaje. Package Control Unit przyznaje mu na czas transmisji kanały radiowe, GGSN przesyła aktywowany na czas sesji adres IP. W GGSN istnieje dodatkowo PDP context aktywowany na czas sesji zawierający takie informacje jak numer IMSI tego terminala, przyznany mu adres IP oraz IP obsługującego go SGSN.
- Gdy terminal wysyła dane do zewnętrznej sieci, w nagłówku IP umieszczany jest jego adres (jako adres źródłowy). Dodatkowo do danych dołączana jest nazwa sieci zewnętrznej (APN, skonfigurowana w telefonie). Pakiet poprzez sieć radiową trafia do SGSN, które dzięki informacji z serwera DNS w wewnętrznej sieci IP przesyła te dane do odpowiedniego GGSN. GGSN wysyła je do zewnętrznej sieci.
- Gdy dane wysyłane są z zewnętrznej sieci, docierają one do GGSN (jako punktu styku pomiędzy sieciami). GGSN na podstawie adresu IP, znajduje w odpowiednim PDP context przypisane do niego numer IMSI terminala i adres SGSN zarządzającego obszarem, na którym się on znajduje. Dane przesyłane są do tego SGSN, a potem poprzez sieć radiową do terminala (komórka i związana z nią stacja bazowa znane są na początku transmisji).

#### Zarządzenie mobilnością
Z punktu widzenia procedur związanych z zarządzeniem mobilnością (ang. mobility management) terminal GPRS może być w jednym z trzech stanów: IDLE, STANDBY lub READY.
- Kiedy terminal nie jest jeszcze zalogowany do sieci, znajduje się w stanie IDLE. Nie jest znane jego aktualne położenie, nie można zestawić połączenia związanego z przesyłaniem danych. SGSN nie może rozpocząć procedury wywoływania (ang. paging) tego terminala.
- Gdy terminal zaloguje się do sieci, przejdzie w stan READY. SGSN zna położenie terminala z dokładnością do komórki (ang. cell), w której się aktualnie znajduje. Dzięki temu może przesłać do terminala dane poprzez BSC i obsługującą tę komórkę stację bazową. Dopóki terminal wysyła lub odbiera dane pozostaje w stanie READY. Gdy ruch pakietowy pomiędzy terminalem a siecią ustaje, przez pewien zdefiniowany przez operatora czas terminal pozostanie w tym stanie. Terminale w stanie READY informują SGSN o każdej zmianie komórki.
- Gdy terminal nie odbiera, ani nie wysyła danych przez ustalony przez operatora czas, przechodzi ze stanu READY do stanu STANDBY. W tym stanie nie raportuje do SGSN każdej zmiany komórki, a jedynie zmianę Routing Area (obszaru zawierającego wiele komórek), co znacznie zmniejsza obciążenie tego elementu sieciowego.
- Jeśli terminal będący w stanie STANDBY wznowi transmisję, automatycznie przejdzie z powrotem do stanu READY.
- Jeśli z sieci będą przesyłane dane w kierunku terminala, który jest w stanie STANDBY, SGSN będzie znało tylko obszar Routing Area (RA), na którego terenie terminal się znajduje. We szystkich komórkach (ang. cells), zawartych w tym RA, nastąpi wywołanie (ang. paging) tego terminala, w momencie gdy się zgłosi, przejdzie w stan READY i połączenie związane z przesyłaniem danych zostanie ponownie zestawione.
- Gdy terminal wyloguje się z sieci, przejdzie ze stanu READY lub STANDBY do IDLE.

## Naliczanie opłat za transmisję
Z technicznego punktu widzenia opłaty mogą być naliczane na podstawie:
- ilości odebranych i przesłanych danych;
- czasu, w jakim użytkownik był podłączony do sieci GPRS lub do zewnętrznej sieci IP.

Częściej stosowane jest pierwsze z powyższych rozwiązań.
Elementy sieci GPRS (SGSN i GGSN) generują podczas transmisji tzw. Call Data Records (CDR), które są wysyłane do Billing Center, gdzie są przetwarzane, co ma na koniec okresu rozliczeniowego odzwierciedlenie w wysokości rachunku. W zależności od sposobu rozliczeń przypisanego do danego abonenta, opłata może być stała, liniowo zależna od ilości przelanych przez sieć danych lub wyliczona za pomocą innych algorytmów (np. 500 MB w ramach abonamentu, po przekroczeniu limitu, każdy następny MB w ustalonej cenie).
Naliczanie opłat możliwe jest także dla użytkowników rozliczających się w systemie prepaid. Aplikacja stworzona na platformie sieci inteligentnych (hostowana w elemencie SCP, zobacz rozdział Architektura) kontroluje dostępne środki na koncie abonenta i zezwala na transfer odpowiedniej ilości danych. W zależności od dostawcy infrastruktury rozwiązanie to bazuje na standardzie CAMEL w wersji 3 lub na komunikacji za pomocą protokołu DIAMETER.

## Interfejs radiowy

### Alokacja zasobów radiowych

Idea szczelin czasowych w GSM

Do transmisji GPRS wykorzystuje się stacje bazowe używane w GSM do przesyłania głosu. Każda ze stacji nadaje i odbiera na kilku (kilkunastu) częstotliwościach (zawsze mamy do czynienia z parami częstotliwości: w każdej parze na jednej częstotliwości nadają telefony komórkowe, a na drugiej stacja bazowa).
Na każdej z częstotliwości cyfrowa transmisja odbywa się w 8 cyklicznie powtarzających się szczelinach czasowych. W GSM każdej rozmowie przyporządkowana jest jedna szczelina czasowa. W pierwszej szczelinie czasowej przez około 0,577 ms przesyłane są bity związane z pierwszą rozmową, w drugiej szczelinie z drugą rozmową, ..., w ósmej szczelinie z ósmą rozmową. Potem znowu następuje transmisja związana z pierwszą rozmową itd.
Na czas transmisji GPRS, Package Control Unit (zobacz rozdział Elementy sieci GPRS) może przydzielić terminalowi kilka szczelin czasowych (w obecnie spotykanych rozwiązaniach – maksymalnie 4) oraz dodatkowy parametr TFI (Temporary Flow Identity).
W GPRS każda ze szczelin czasowych może zawierać dane z wielu niezależnych transmisji (ponieważ parametr TFI jest 5-bitowy, do jednej szczeliny czasowej może być przyporządkowane maksymalnie 32 użytkowników). Terminal nasłuchuje na przydzielonej mu częstotliwości i szczelinach czasowych. W pojawiających się pakietach danych porównuje zapisany z nich parametr TFI z tym przydzielonym mu przez System na czas transmisji. Jeśli są takie same, terminal uznaje pakiet za przeznaczony dla niego.
Ten sposób przyznawania i współdzielenia zasobów radiowych okazuje się bardzo efektywny. Dzięki wykorzystaniu kilku szczelin czasowych można zwielokrotnić szybkość transmisji. Dzięki przydzieleniu tych samych szczelin czasowych różnym terminalom można na przykład zwiększyć liczbę użytkowników korzystających w tym samym czasie z Internetu, ponieważ nie wszyscy przeglądający strony w tym samym czasie przesyłają lub odbierają dane (jeśli zdarzy się, że kilka terminali wykorzystujących te same zasoby radiowe dokona transmisji w tym samym czasie, zaowocuje to zmniejszeniem szybkości przesyłania danych, a nie zerwaniem połączenia).
Ilość szczelin czasowych przeznaczonych dla transmisji w stronę stacji bazowej (Uplink) oraz dla odbierania transmisji wysyłanej przez stację bazową (Downlink) zależy od klasy transmisji wielokanałowej (ang. GPRS multislot class) użytego terminala.
| Multislot Class | Downlink | Uplink | Maksimum (Uplink + Downlink) |
| --------------- | -------- | ------ | ---------------------------- |
| 1               | 1        | 1      | 2                            |
| 2               | 2        | 1      | 3                            |
| 3               | 2        | 2      | 3                            |
| 4               | 3        | 1      | 4                            |
| 5               | 2        | 2      | 4                            |
| 6               | 3        | 2      | 4                            |
| 7               | 3        | 3      | 4                            |
| 8               | 4        | 1      | 5                            |
| 9               | 3        | 2      | 5                            |
| 10              | 4        | 2      | 5                            |
| 11              | 4        | 3      | 5                            |
| 12              | 4        | 4      | 5                            |
Obecnie używane telefony komórkowe, w zależności od modelu potrafią pracować w trybie (Multislot Class) 2, 4, 6, 8 lub 10. Tryby 10 i 12 mogą być wykorzystywane na przykład przez modemy na karcie PCMCIA używanej w laptopach.

### Kodowanie
Do celów transmisji GPRS zdefiniowano 4 schematy kodowania (ang. Coding Schema): CS-1, CS-2, CS-3 i CS-4.
Poszczególne schematy charakteryzują się różnymi szybkościami transmisji i warunkami, w których mogą być użyte. Tzn. kodowanie według CS-1 umożliwia najwolniejszy transfer, ale umożliwia najlepszą korekcje błędów i w konsekwencji może być stosowane praktycznie wszędzie, gdzie istnieje zasięg GSM. Kodowanie CS-4 umożliwia najszybszy transfer, ale jego stosowanie jest ograniczone do obszarów, gdzie siła i jakość sygnału jest najlepsza.
Obecnie produkowane terminale GPRS mają zaimplementowane wszystkie schematy kodowania (CS1- CS4). Ich używanie ograniczone jest jednak do tych metod, które mają zaimplementowane stacje bazowe wspomagające w danym miejscu transmisję GPRS. W zależności od używanej przez operatora infrastruktury sieci radiowej, mogą to być CS1-CS2 lub wszystkie cztery metody. Poniżej znajduje się tabelka opisująca szybkość transmisji (w jednej szczelinie czasowej) dla wszystkich metod.
| Kodowanie | Teoretyczna szybkość transmisji (kbit/s) | Realna szybkość transmisji (kbit/s) |
| --------- | ---------------------------------------- | ----------------------------------- |
| CS-1      | 9.05                                     | 8                                   |
| CS-2      | 13.4                                     | 12                                  |
| CS-3      | 15.6                                     | 14.4                                |
| CS-4      | 21.4                                     | 20                                  |
Podana w tabelce teoretyczna przepływność w praktyce osiąga nieco niższe wartości użytkowe (patrz kolumna „Realna szybkość transmisji”), ponieważ część bitów używana jest do kodowania nagłówków charakterystycznych dla zarządzania transmisją radiową w sieci GPRS, nie występujących w klasycznych sieciach takich jak Ethernet.
Przy sprzyjających warunkach (możliwość użycia kodowania CS-4) i przy wykorzystaniu maksymalnej liczby szczelin czasowych (obecnie 4, zobacz rozdział Alokacja zasobów radiowych) szybkość transmisji może osiągnąć około 80 kbit/s (4 ⋅ 20 kbit/s).

## Terminale
Specyfikacja 3GPP definiuje trzy klasy terminali GPRS.
- Klasa A – terminal może jednocześnie obsługiwać transmisje związane z komutacją łączy (transmisja głosu, SMS – usługi oferowane w klasycznej sieci GSM), jak i z komutacją pakietów (czyli transmisją GPRS). Tego typu terminal musi mieć zdublowany układ nadawczo odbiorczy.
- Klasa B – terminal może włączyć się do sieci jako użytkownik obu rodzajów transmisji (klasycznej GSM i GPRS) oraz nasłuchiwać na odpowiednim kanale radiowym zgłoszenia związanego z rozpoczęciem rozmowy, oczekującym SMS (klasyczne usługi GSM) lub rozpoczęciem nadawania pakietów (usługa GPRS). W momencie gdy zostanie zestawiony jeden z rodzajów transmisji, możliwości związane z obsługą drugiego rodzaju stają się nieaktywne (aż do przerwania transmisji). Do klasy B należy większość oferowanych obecnie telefonów komórkowych.
- Klasa C – terminal może obsługiwać tylko transmisję GPRS lub oba rodzaje (klasyczne usługi GSM i GPRS), ale w tym drugim przypadku podczas włączania do sieci automatycznie lub manualnie jest ustawiany w tryb związany z obsługą tylko jednego rodzaju transmisji. Czyli np. włącza się tylko do sieci GPRS i umożliwia tylko ten rodzaj transmisji. Do tej klasy terminali należą na przykład modemy GPRS na kartach PCMCIA używanych w laptopach.

Innym ważnym czynnikiem opisującym terminal jest tryb, w jakim może on dokonywać transmisji GPRS (ang. GPRS multislot class, zobacz rozdział Alokacja zasobów radiowych), mający bezpośredni wpływ na ilość danych, która może być wysłana i odebrana w ciągu sekundy przez użytkownika.